# أحمد حسنين باشا
أحمد محمد حسنين باشا (31 أكتوبر 1889 - 19 فبراير 1946). والده عالم الأزهر محمد حسنين وجده أحمد حسنين الذي حمل لقب أمير التجار. كان والده أحد المقربين من الخديوي عباس ثم السلطان حسين كامل وعند تولى الملك فؤاد الحكم تمكن والده من الحصول على توصية من رجال البلاط لابنه الوحيد أحمد من اللورد ميلر لإلحاقه بإحدى الجامعات البريطانية حيث تخرج من أكسفورد وبعد ذلك شغل عدة وظائف ففي عام 1920 عمل كمساعد مفتش بوزارة الداخلية ثم منتدباً لمفاوضة إيطاليا بشأن الحدود الغربية عام 1924 ثم أميناً للملك فؤاد عام 1924 كما تم انتدابه لملازمة ولى العهد فاروق في رحلته الدراسية بلندن في أكتوبر 1935 وقد ساعد ذلك في توليه منصب رئيس الديوان الملكي في عهد الملك فاروق عام 1940.

## زواجه
تزوج من لطيفة هانم سري ابنة شويكار خانم أفندي مطلقة الملك فؤاد وأنجب منها ولدين هما هشام والذي أصبح ضابط بالجيش والثاني طارق الذي عمل بالتجارة وأنجب بنتين هما جيدة ونازلي.

## حياته وهواياته
قام أحمد حسنين بعدة رحلات لاستكشاف الصحراء الغربية بمصر وليبيا الأولى عام 1920 برفقة روزيتا فوربس وهي سيدة إنجليزية وتمكن من اكتشاف واحتي العوينات وأركنو - كان لم يتم اكتشافهم من قبل - وتم منحه الميدالية الذهبية من الجمعية الجغرافية العالمية للاكتشافات ومنحته الجمعية البريطانية لقب رحالة عظيم. كما كان أحمد حسنين باشا رياضياً وبطلاً في لعبة السيف (الشيش) حيث رأس الفريق المصري في الألعاب الأوليمبية ببروكسل عام 1920 كما تولى رئاسة النادي الاهلي المصري ونادي السلاح الملكي.
أصدر أحمد حسنين باشا كتابه «الواحات المفقودة» باللغة الإنجليزية عام 1925 باللغة الإنجليزية وأيضا باللغة العربية، ثم ترجم أمير نبيه وعبد الرحمن حجازي في عام 2006 الكتاب الإنجليزي ضمن سلسلة المشروع القومي للترجمة عن المجلس الأعلى للثقافة في مصر والذي لم يرق لمستوى اللغة الشعرية التوثيقية للباشا. وقد نظم أمير الشعراء أحمد شوقي بك قصيدة يصف فيها أحمد حسنين المغامر والرحالة الذي اكتشف واحتي أركينو والعوينات المفقودتين في الصحراء الغربية، وكطيار جريء قام بأكثر من محاولةٍ للطيران من مصر إلى أوروبا. وكانت هذه القصيدة تدرس للتلاميذ في كتب المطالعة كما ضمها الباشا في كتابه العربي.
كما كان بطلاً دولياً في الشيش وممثل العرب الوحيد في دورة استكهولم التي جرت عام 1912 وكان في ذلك الوقت طالباً في إنجلترا، لكنه خرج من التصفية الأولى في فردي الشيش في سيف المبارزة..وهو ما أثار فزع الأمير محمد علي توفيق حينما تحداه ذات يومٍ للمبارزة. وقد جرى تعيينه سكرتيراً أول للمفوضية المصرية بواشنطن، بعدها نُِقلَ إلى المنصب نفسه في سفارة لندن. وقد نجح في جذب قلب لطفية هانم -ابنة الأميرة شويكار وسيف الله يسري باشا- وتم له الزواج منها. بعدها عُينَ عام 1926 أميناً أول في قصر عابدين، ولما سافر الملك فؤاد في رحلته إلى أوروبا اصطحبه معه.
وكان ابن أحد رجال الأزهر. وكان أحمد حسنين شخصاً شديد الذكاء والتحضر، والاهتمام بالأناقة

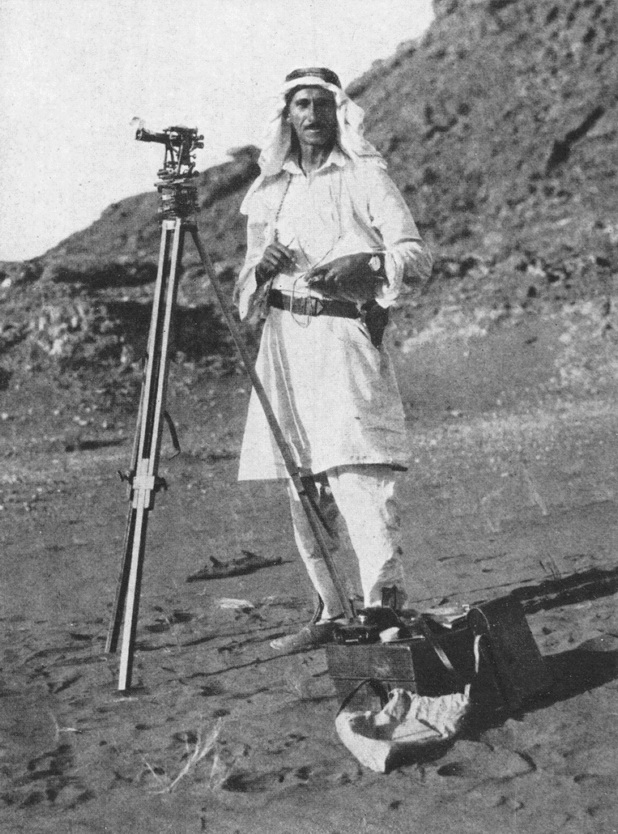
أحمد حسنين خلال بعثته عام 1923 في الصحراء الليبية ، حيث حصل على الكثير من البيانات العلمية. لاحظ ساعة يده التي كانت تُساعده في تحديد إحداثياته و موقِعه.

## مقتله
في ظهر يوم 19 فبراير شباط عام 1946 في الساعة الثالثة ظهراً غادر أحمد حسنين قصر عابدين في سيارته متجهاً إلى بيته في الدقي. وعندما كانت السيارة تعبر كوبري قصر النيل، فجأة وبلا مقدمات جاءت من الناحية الأخرى المضادة سيارة «لوري» تابعة لقوات الجيش الإنجليزي بسرعة جنونية، ودار «اللوري» الإنجليزي في لحظة حول سيارة أحمد حسنين وصدمها صدمة هائلة. والتفت سائق سيارة حسنين مذعوراً إلى الخلف، وقال أحمد حسنين: «يا ساتر.. يا ساتر يارب»
وتقهقرت سيارة «اللوري» الإنجليزية إلي الخلف بعد أن ارتبك سائقها، ودار نصف دورة حول سيارة أحمد حسنين، ففوجئ بسيارة قادمة من الاتجاه الآخر، فعاد إلى الخلف مرة أخرى ليصدم سيارة أحمد حسنين مرة ثانية.. وكان أحمد حسنين قد انحنى قليلاً في مكانه بالسيارة وبدأ الدم ينزف من أنفه وتصادف مرور سيارة أحمد عبد الغفار وزير الزراعة، فأسرع بنقل أحمد حسنين بسيارته إلى مستشفى الأنجلو أمريكان، لكن روح أحمد حسنين فاضت إلى بارئها في الطريق إلى المستشفى، فنقلوا جثمانه من المستشفى إلى بيته في الدقي جثة هامدة. وخرجت صحف مصر والصحف العالمية في اليوم التالي تحمل أخبار الحادث الذي راح ضحية له أحمد باشا حسنين رئيس الديوان الملكي

## أعمال فنية وأدبية
تناولت شخصيته بعدد من الأفلام والمسلسلات والأعمال الأدبية نذكر منها:
- مسلسل ليالي الحلمية، سنة 1987 بطولة يحيى الفخراني، صلاح السعدني، صفية العمري، وأدي شخصيته أحمد مظهر.
- مسلسل رد قلبي، سنة 1998 عن رواية ليوسف السباعي بطولة محمد رياض وأدي شخصيته محمد خيري.
- فيلم كوكب الشرق، سنة 1999 عن شخصية أم كلثوم بطولة فردوس عبد الحميد وأدي شخصيته مخلص البحيري.
- مسلسل أم كلثوم، سنة 1999 عن شخصية أم كلثوم بطولة صابرين وأدي شخصيته سعيد عبد الغني.
- مسلسل أوراق مصرية، سنة 2002 بطولة صلاح السعدني وأدي شخصيته أحمد خليل.
- مسلسل الملك فاروق سنة 2007 عن قصة الملك فاروق الأول، بطولة تيم الحسن وأدي شخصيته عزت أبو عوف.
- مسلسل ملكة في المنفى، سنة 2010 عن قصة الملكة نازلي بطولة نادية الجندي وأدي شخصيته كمال أبو رية
- مسلسل الجماعة سنة 2010 عن قصة حياة حسن البنا وجماعة الإخوان المسلمين، بطولة إياد نصار وأدي شخصيته إبراهيم يسري.
- مسلسل مشرفة رجل لهذا الزمان سنة 2011 عن قصة حياة علي مصطفى مشرفة بطولة أحمد شاكر عبد اللطيف..وإدي شخصيته أيمن عزب
- مسلسل كاريوكا سنة 2012 عن قصة حياة تحية كاريوكا بطولة وفاء عامر، وأدى شخصيته ناصر شاهين.

## روابط خارجية
- أحمد حسنين باشا على موقع أوليمبيديا (الإنجليزية)